# كينغسي فولز (كيبك)
كينغسي فولز (بالإنجليزية: Kingsey Falls, Quebec)‏ هي بلدية محلية في كيبيك تقع في كندا في Arthabaska Regional County Municipality. يقدر عدد سكانها بـ 2,000 نسمة ومساحتها 70.50 كم2 .